# Menagerie Blauw Jan

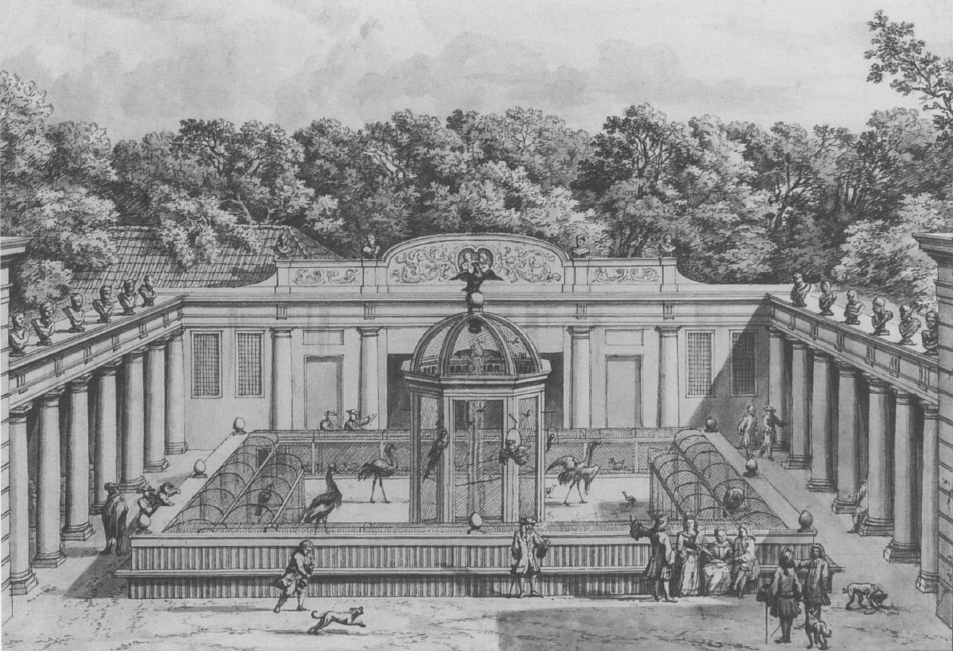
Menagerie van Blauw Jan +-1700

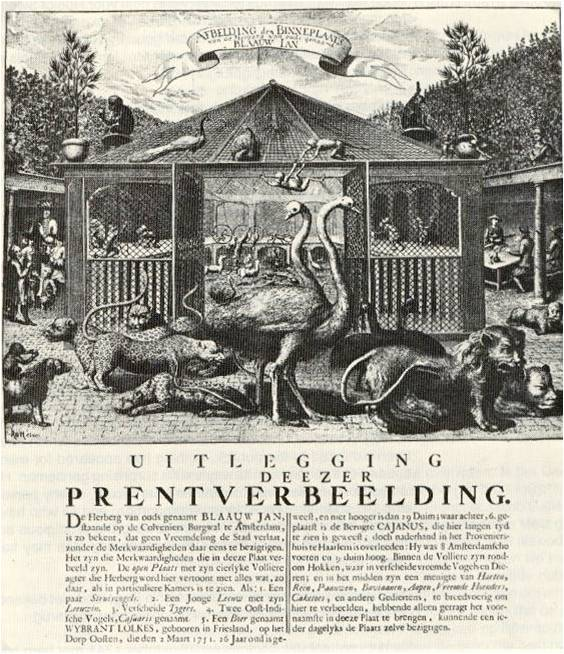
Menagerie van Blauw Jan (gravure uit 1751)

De Menagerie Blauw Jan was een achttiende-eeuwse menagerie bij 'Herberg Blauw Jan' aan de Kloveniersburgwal 87 in Amsterdam. De herberg heette eigenlijk 'De Hoop' maar werd in de volksmond 'Blauw Jan' genoemd naar de bijnaam van Jan Westerhof, die behalve herbergier ook blauwverver was.
Deze begon omstreeks 1675 met het verzamelen en huisvesten van exotische vogels, waaronder papegaaien, een Koningsgier en een Helmkasuaris. Deze waren tegen betaling van vier stuivers te bekijken. Later kwamen ook wilde dieren, meegenomen naar Amsterdam op schepen van de 
Vereenigde Oostindische Compagnie, zoals leeuwen, tijgers, panters en apen in de menagerie.

Naast dieren werden later ook opvallende mensen tentoongesteld in de herberg; in 1774 konden Amsterdammers in herberg Blauw Jan de Friese dwerg Wybrant Lolkes, slechts 29 duim hoog, bekijken. De Telegraaf beschreef de tentoonstellingen van mensen in 1941 nog als volgt: 
Behalve dat (wilde dieren) vond men er ook reuzen en dwergen, ja er werden soms zelfs boschjesmannen en roodhuiden getoond.
De personen die in de herberg Blauw Jan te zien waren gaven vaak korte optredens. De dwerg Wybrant Lolkes zong samen met de Friese lange man, 'Lange Jan', Oudfriese liedjes. Met de Finse reus Cajanus kon in Blauw Jan gedamd worden. Ook Tetje Roen, kwakzalver, waarzegger en goochelaar gaf - wanneer hij niet rondreisde langs kermissen - optredens in herberg de Blauw Jan.
Herbergbezoeker Jan Velten schreef in 1700 het 'Boek van Blauw Jan' (ook wel bekend als 'Wonderen der Natuur' of 'Album van Jan Velten') over de menagerie Blauw Jan; de wilde dieren uit de collectie van Blauw Jan zijn in dit boek beschreven en getekend. In 1998 verzorgde Florence Pieters een moderne heruitgave van dit boek onder de titel 'De Wonderen der Natuur: in de menagerie van Blauw Jan zoals gezien door Jan Velten rond 1700'.
In 1784 werd de menagerie opgeheven. De herberg en de menagerie werden verkocht aan keizerin Maria Theresia, die het pand gebruikte als aardewerkopslag. In 1883 werd het gesloopt. Op de locatie verrees een gebouwencomplex met een theaterzaal van de 'Maatschappij voor de Werkende Stand'. Vanaf 1946 heette de theaterzaal de Doelenzaal. 
De menagerie van Blauw Jan wordt gezien als de voorloper van dierentuin Artis, die in 1838 de poorten opende.

## Beeldengroep Blauw Jan

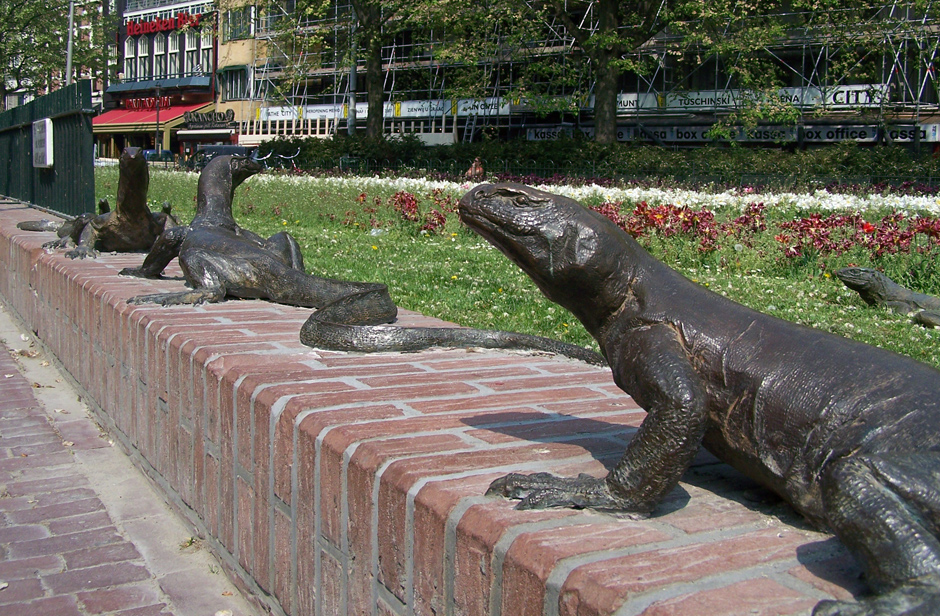
Vier van de veertig hagedissen (maart 2007)

Begin jaren 90 werd Hans van Houwelingen gevraagd een beeldengroep te maken voor de herinrichting van het Leidseplein. Deze beeldengroep, een veertigtal bronzen leguanen, varanen en agames, kreeg van hem de naam Blauw Jan en werd geplaatst in 1994. De beeldengroep werd tijdens de  latere herinrichting van het Leidseplein in begin 2010 opgeslagen. Na de herinrichting van het plein werden in het voorjaar van 2021 werden 15 van de leguanen gerestaureerd en teruggeplaatst op het Kleine-Gartmanplantsoen.